# Rolf Kersten
Rolf Kersten (* 31. Juli 1935 in Leipzig; † 29. Juni 1986 in Berlin) war ein deutscher Politiker (SED). Er war Minister für Schwermaschinen- und Anlagenbau der DDR.

## Leben

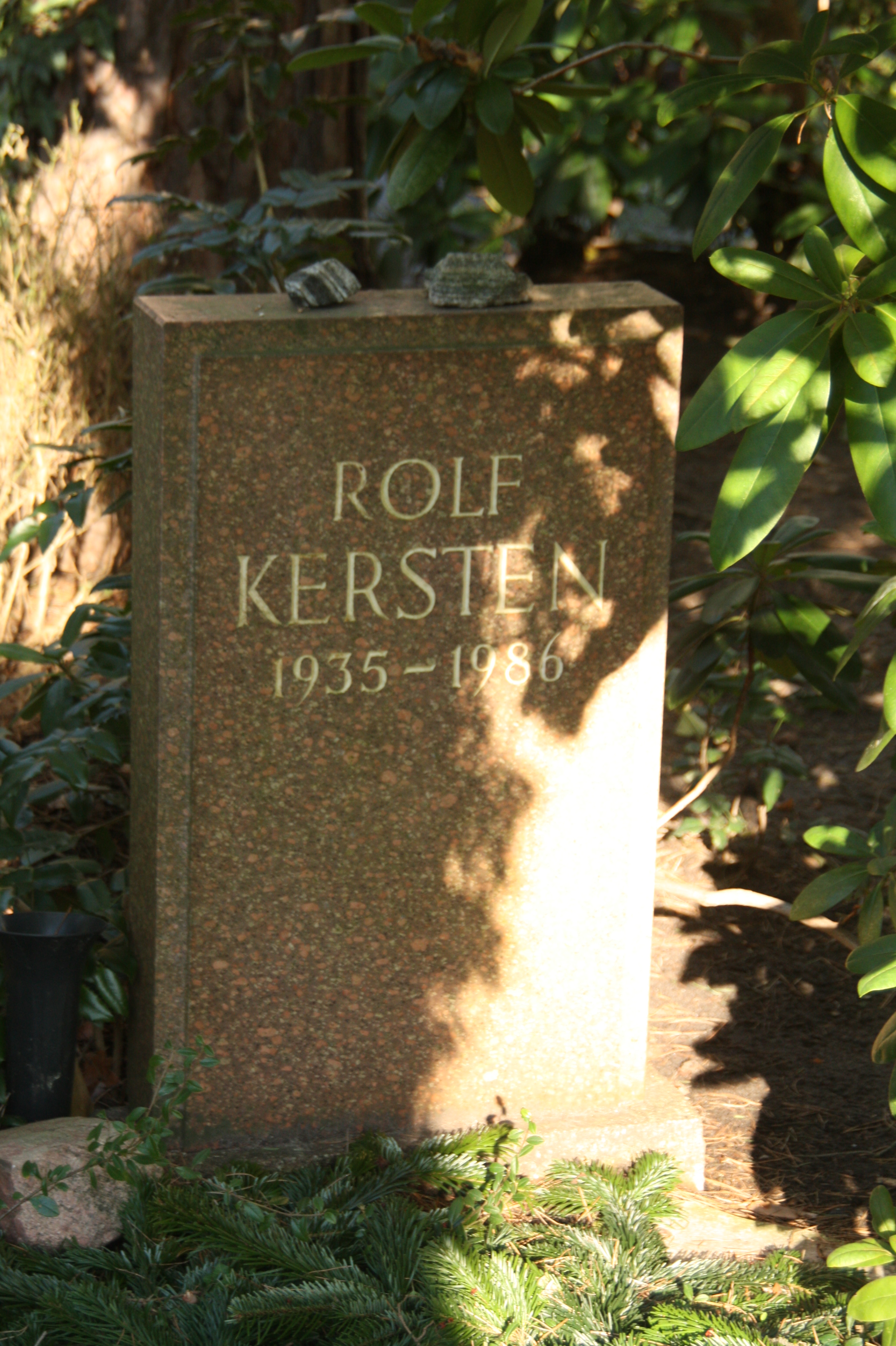
Grab auf dem Waldfriedhof Kleinmachnow

Der Sohn einer Arbeiterfamilie war gelernter Schiffbauer, qualifizierte sich zum Ingenieur und später zum Diplomingenieurökonom. 1950 wurde er Mitglied der FDJ. Er war von 1953 bis 1955 Offiziersschüler der Volkspolizei See und später hauptamtlicher Funktionär der FDJ. 1957 trat er der SED bei. Er arbeitete als Konstrukteur in der Warnowwerft, als Hauptreferent in der VVB Schiffbau und als Sektorenleiter am Institut für Schiffbau Rostock. Nach einem Lehrgang für Führungskader kam er 1968 als Abteilungsleiter in das Ministerium für Schwermaschinen- und Anlagenbau. 1975 wurde er stellvertretender Minister, 1979 Staatssekretär, im Oktober 1980 amtierender Minister und am 26. Juni 1981 schließlich Minister für Schwermaschinen- und Anlagenbau. Am 18. Juni 1986 wurde er erneut zum Mitglied des Ministerrates der DDR berufen. Elf Tage später verstarb er nach schwerer Krankheit. Sein Grab befindet sich auf dem Waldfriedhof Kleinmachnow.

## Auszeichnungen
- Vaterländischer Verdienstorden in Bronze (1977) und in Silber (1985)
- Orden Banner der Arbeit Stufe I (1979)